# Меттениуса
Меттениуса (лат. Metteniusa) — род цветковых растений монотипного семейства Меттениусовые (Metteniusaceae) порядка Меттениусоцветные. Включает 4 подтвержденных и 3 вида с неподтвержденным положением.
Меттениусовые (лат. Metteniusaceae) — семейство двудольных растений монотипного порядка Меттениусоцветные. включает 4 рода и 27 видов.
Меттениусоцветные (лат. Metteniusales) — по современной классификации APG IV монотипный порядок цветковых растений насчитывающий 1 семейство, 4 рода и 27 ботанических видов. Порядок включается в дочернюю кладу Ламииды, последовательно входящую в более крупные клады  Астериды -> Суперастериды -> Эвдикоты -> Цветковые растения.

## Ареал
Виды рода обнаружены в Перу, Коста-Рике, Эквадоре, Колумбии, Венесуэле, а также в восточных Андах на высотах 160—2000 м.

## Ботаническое описание
Вечнозелёные деревья, достигающие высоты 4-20 м. Молодые ветви опушённые. Листья очерёдные, черешковые, цельные. Имеются прилистники.
Пазушные цимозные соцветия с 2-4 прицветниками и 2-17 актиноморфными гермафродитными цветками. Пять чашелистиков срастаются примерно на 1/3 от основания, а также загибаются назад, где расположены 5 красных опушённых лепестков. Венчик длиной около 4 см. Пять пыльников 0,8 см длиной, от каждого отходит 3 отростка, похожих на крылья ветряной мельницы, образованных за счёт разрастания соединительной зоны с остальной частью тычинки. Завязь верхняя, одногнёздная, необычная тем, что яйцеклетки находятся в верхней части плодолистика (планцетация). Крупные нитевидные столбики заканчиваются точкообразными рыльцами.
Плод — костянка с деревянистым эндокарпием. Семена богаты белым эндоспермом.

## История
Род был назван Германом Карстеном в честь немецкого ботаника Георга Генриха Меттениуса.

## Классификация
В 2007 году были проведены молекулярно-филогенетические исследования, в ходе которых было установлено, что меттениуса является базальной группой ламиид (lamiids), но не является близким родственником какого-либо семейства ламиид и не относится к какому-либо признанному порядку. Также было рекомендовано выделить этот род в самостоятельное семейство.
В современной системе APG IV (2016) в порядок включено 1 семейство, 4 рода и 27 видов:
- Порядок Metteniusales Takht. — Меттениусоцветные
  - Семейство Metteniusaceae H.Karst. ex Schnizl. — Меттениусовые
    - Род Apodytes E.Mey. ex Arn.
    - Род Metteniusa H.Karst. — Меттениуса
    - Род Poraqueiba Aubl.
    - Род Rhaphiostylis Planch. ex Benth.

### Виды
Виды рода Меттенуса
- Metteniusa cogolloi Lozano
- Metteniusa cundinamarcensis Lozano
- Metteniusa edulis H.Karst. typus
- Metteniusa huilensis Lozano
- Metteniusa nucifera (Pittier) Sleumer
- Metteniusa santanderensis Lozano
- Metteniusa tessmanniana (Sleumer) Sleumer

Некоторые источники относят к роду всего лишь три вида — Metteniusa edulis, Metteniusa nucifera и Metteniusa tessmanniana.

### Таксономическое положение[1]
- Metteniusales Takht. — Меттениусоцветные, 1997, Divers. Classific. Fl. Pl. 352
- Metteniusaceae H.Karst. ex Schnizl. — Меттениусовые, 1860, Fam. Regn. Veg. 2: ad t. 142
- Metteniusa H.Karst. — Меттениуса, 1860, Fl. Columb. 1: 79

Порядок Меттениусоцветные включается в дочернюю кладу Ламииды, последовательно входящую в более крупные клады  Астериды -> Суперастериды -> Эвдикоты -> Цветковые растения. Кладограмма в соответствии с Системой APG IV:
|  |                          |  |                                   | порядок Меттениусоцветные |  | 1 семейство |  | 4 рода |  | 27 видов |
|  |                          |  |                                   | порядок Меттениусоцветные |  | 1 семейство |  | 4 рода |  | 27 видов |
|  | клада Цветковые растения |  |                                   |                           |  |             |  |        |  |          |
|  |                          |  |                                   |                           |  |             |  |        |  |          |
|  |                          |  | ещё 63 порядка цветковых растений |                           |  |             |  |        |  |          |
|  |                          |  |                                   |                           |  |             |  |        |  |          |